# Németh József (operaénekes, 1930)
Németh József (Kaposvár, 1930. június 18. –) magyar színész, operaénekes (tenor).

## Életpályája
„Gyermekkoromtól kezdve mindig színész szerettem volna lenni. Rózsahegyi Kálmán iskolájába jártam, majd a Honvéd Művészegyüttesben énekeltem. …A legtávolabbi utunk Kínába vezetett, csaknem három hónapot töltöttem ott.”

1949 és 1958 között a Magyar Néphadsereg Művészegyüttese Énekkarának tagja. Közben 1952-től Rózsahegyi Kálmán színiiskolájának hallgatója. Színészi oklevelét 1955-ben kapta meg. 1958-tól az Állami Déryné Színház énekes színésze, 1980-tól a jogutód Népszínház operatársulatának magánénekese, 1989-től nyugdíjas.
Operettek bonviván és zenés játékok énekes szerepeit alakította. Felesége: Blaha Márta színésznő, énekművész.

## Fontosabb színházi szerepei

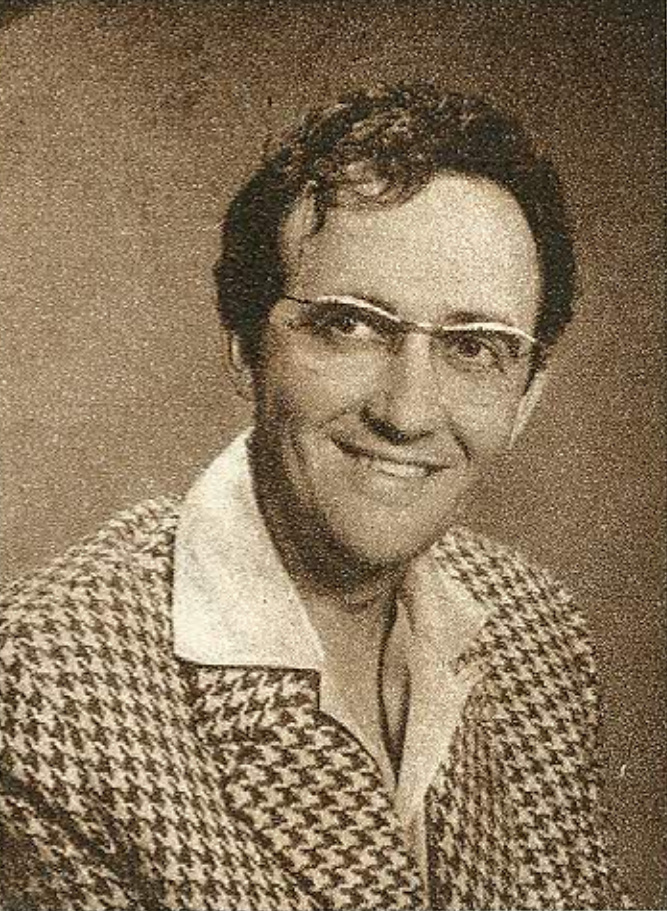
Egyszerű fiú szerepében (Állami Déryné Színház, 1962)

- Örsi Ferenc: Kilóg a lóláb... Tóth Pista
- Örsi Ferenc: Aranylakodalom... Fiatalember
- Szophoklész: Antigoné... Kar
- Vaszilij Skvarkin: Egyszerű kislány… ...Egyszerű fiú
- Dobozy Imre: Szélvihar... Tóth Marci
- Tabi László: Enyhítő körülmény... Sipos tizedes
- Tabi László: Párizsi vendég... Koltai alispán
- Békeffi István: Az okos mama... Ervin, osztályvezető
- Ránki György: Pomádé király új ruhája... Jani
- Jacobi Viktor: Sybill... Első hadsegéd
- Kálmán Imre: Csárdáskirálynő... Edvin
- Ábrahám Pál: Bál a Savoyban... Celestin Fourmint
- Fényes Szabolcs: Maya...Dixi
- Szirmai Albert: Mézeskalács... Lébenláb, főhopmester
- Eisemann Mihály: Bástyasétány 77. ... Ödön
- Hervé: Nebáncsvirág... Fernand
- Berté Henrik: Három a kislány... Schubert Ferenc
- Daniel Auber: Hét erdő ördöge (Fra Diavolo)... Fra Diavolo, San Marco álnevet használó rablóvezér
- Wolfgang Amadeus Mozart: Szöktetés a szerájból... Pedrillo, Belmonte szolgája
- Wolfgang Amadeus Mozart: A színigazgató.... Zefir Ervin, színigazgató
- Joseph Haydn-Carlo Goldoni: A patikus... Volpino, úrféle
- Gioachino Rossini: A sevillai borbély... Almaviva gróf; Tiszt
- Gioachino Rossini: Alkalom szüli a tolvajt... A tábornok
- Gioachino Rossini: Ez történt Velencében... Bruschino úr fia
- Gioachino Rossini: Júj, a hőség... Kissé gügye gyámfia
- Gaetano Donizetti: Az ezred lánya... Dandini gróf
- Gaetano Donizetti: Rita... Beppo
- Ruggero Leoncavallo: Bajazzók... Beppo, komédiás
- Bedřich Smetana: Az eladott menyasszony... Vencelka, Micháék fia
- Iszaak Oszipovics Dunajevszkij: Fehér akácok... Anasztáz Korabljov
- Modeszt Petrovics Muszorgszkij: Egy éj a kopár hegyen (A szorocsinci vásár)... A pópa fia
- Johann Strauss d. S.: A denevér... Orlofsky herceg
- Jacques Offenbach: A párizsi élet... Joseph inas és idegenvezető
- Jacques Offenbach: Hoffmann meséi... Miklós
- Alexandre Dumas: A kaméliás hölgy... Gaston Rieux
- Friedrich von Flotow: Márta... Vásáros; Hentes
- Kodály Zoltán: Háry János... Ebelasztin báró
- Tamássy Zdenko - Nadányi Zoltán: Hét falu kovácsa... Gróf
- Nádasy László - Vargha Balázs: Forog a körhinta... Dávid Imre, Guszti
- Otto Nicolai: A windsori víg nők... I. Polgár
- Sütő András-Szőnyi Erzsébet-Weöres Sándor: Vidám sirató egy bolyongó porszemért... Prédikás